# Choele
Choele es una película de comedia dramática argentina de 2015 escrita y dirigida por Juan Pablo Sasiaín. La película está protagonizada por Leonardo Sbaraglia, Guadalupe Docampo y Lautaro Murray. La película hizo su aparición en cartelera el 7 de mayo del mismo año.

## Sinopsis
Criado junto a su padre, pero a punto de abandonar el pequeño pueblo patagónico de Choele Choel para emprender un nuevo destino con mamá, Coco enfrenta una intensa temporada de cambios. Es el ingreso a la adolescencia, el torrente hormonal que empuja y que se impone cuando entra en escena la nueva y atractiva novia del padre, que es tanto más grande, pero igual le quita el sueño. Más de un obstáculo se interpone entre él y su fantasía amorosa.

## Producción
La película en gran parte fue grabada en La isla de Choele Choel, La ciudad principal que está ubicada en el Valle medio del Río Negro, al Norte de la Patagonia Argentina.

## Reparto
- Leonardo Sbaraglia como Daniel
- Guadalupe Docampo como Kimey
- Lautaro Murray como Coco

## Premios y nominaciones

### Premios Sur
Décima edición de los Premios Sur se llevará a cabo el 24 de noviembre de 2015.
| Año  | Categoría              | Nominado          | Resultado |
| ---- | ---------------------- | ----------------- | --------- |
| 2015 | Mejor actor revelación | Lautaro Murray    | Nominado  |
| 2015 | Mejor música original  | Gustavo Pomeranec | Nominado  |